# Ketenovo
Ketenovo (macedónul: Кетеново) település Észak-Macedóniában, a Északkeleti körzetben, Kratovo községben.

## Népesség
| Lakosok száma | 187  | 238  | 221  | 162  | 169  | 205  | 173  | 216  | 157  |
|               | 1948 | 1953 | 1961 | 1971 | 1981 | 1991 | 1994 | 2002 | 2021 |

- 2002-ben 216 lakosa volt, akik mindannyian macedónok.